# Sphecosoma testacea
Sphecosoma testacea là một loài bướm đêm thuộc phân họ Arctiinae, họ Erebidae.